# Гуарам I
Гуарам I (? - око 590) је био грузијски принц, који је постао наследним владаром Иберије и источноримским куропалатом од 588 до око 590. Традиционално га се сматра особом идентичном Горгену (хеленизирано од Гурген) кога помиње византијски хроничар Теофан.
Гуарам је био син принца Леона и источноримске племкиње по имену Хелена. По оцу је био деда иберијског краља Вахтанга I Горгасалија. Био је члан млађег, не-краљевског огранка Хосроидске династије, која је под својом влашћу имала југозападне области Кларџети и Џавахетију. Када је године 572. избио рат између Источног римског царства и Персије, Гуарам се прво повезао са јерменским принцом Варданом III Мамиконијаном који је дигао устанак против перзијске власти. Персијанци су угушили устанак и Гуарам се склонио у Константинопољ. Тамо је остао све док Иберијци нису поновно дигли устанак и од цара Маврикија тражили да им пошаље иберијског владара. Он је то учинио пославши Гуарама, који је своје седиште пронашао у манастиру Мцхета. Гуарамова кратка владавина је остала забележена по ковању властитог новца, а приписује му се и оснивање манастира Џвари. Наследио га је син Стефан I.